# Улицы Нальчика

## Улично-дорожная сеть
Город в основном имеет прямоугольную сетку улиц: одни протянулись параллельно реке Нальчик, другие — перпендикулярно ей. Нумерация домов ведется на параллельных улицах с юга на север, перпендикулярных — с востока на запад (за исключением районов Вольный Аул и Дубки, где нумерация ведётся от реки Нальчик, с запада на восток).

## Проспекты
| Название урбанонима  | Длина   | Местоположение                                                                                            | Прежнее название | В честь кого или чего названо                                                                       | Примечание                     |
| -------------------- | ------- | --- | --- | --------------------------------------------------------------------------------------------------- | ------------------------------ |
| Проспект Ленина      | 4,90 км | районы Центр, Горный и Долинск, от улицы Канукоева до улицы Осетинская, у железнодорожной станции Нальчик | до 1 июля 1944 года — часть улицы Степная, до 20 апреля 1956 года — улица Шоры Ногмова. | Владимир Ильич Ленин — революционер, российский и советский политический и государственный деятель. | Проспект с 20 апреля 1956 года |
| Проспект Шогенцукова | 5,00 км | районы Центр, Горный и Долинск, от улицы Канукоева до улицы Осетинская                                    | до 1927 года — часть улицы Бульварная, до 1948 года — часть улицы Карашаева Х. Т., до 1950 года — часть улицы Республиканская, до 1961 года — улица Сталина И. В., до 1989 года — улица Республиканская | Али Асхадович Шогенцуков — советский кабардинский поэт и писатель                                   | Проспект с 1 декабря 1989 года |
| Проспект Кулиева     | 1,10 км | район Горный, от проспекта Ленина до улицы Кирова                                                         | до сентября 1989 года — проспект Мира, до декабря 1989 года — улица Кулиева | Кайсын Шуваевич Кулиев — советский балкарский поэт и прозаик                                        |                                |

## Улицы
| А Б В Г Д Е Ж З И К Л М Н О П Р С Т У Ф Х Ц Ч Ш Щ Э Ю Я |

| Название урбанонима                            | Длина         | Местоположение | Прежнее название | В честь кого или чего названо |
| 0—9                                            | 0—9           | 0—9 | 0—9 | 0—9 |
| ---------------------------------------------- | ------------- | --- | --- | --- |
| 1-й Промышленный проезд (промпроезд)           | 1,90 км       | район Искож, от промзоны на Искоже до улицы Кабардинская | | |
| 1-я линия                                      | 0,38 км       | район Александровка, от улицы Луговая до улиц Бесланеева и Попова | | |
| улица 11-й стрелковой дивизии НКВД             | 0,86 км       | район Завокзальный, от улицы Кабардинская до улицы Циолковского | до 21 января 1988 года — улица Марко Вовчок                                                                                           | 11-я стрелковая дивизия внутренних войск НКВД СССР, защищавшая Нальчикский укрепрайон в годы ВОВ.                                                                                                 |
| улица 115-й кавалерийской дивизии (Кавказской) | 0,20 км       | район Стрелка, от улиц Шалушкинская и Герцена до улицы Тельмана | | 115-я кавалерийская дивизия — воинское соединение РККА в годы ВОВ. |
| 2-я линия                                      | 0,69 км       | район Александровка, от улицы Уммаева до 3-й линии | | |
| улица 2-й Таманской дивизии                    | 3,81 км       | районы Вольный Аул и Дубки, от Нальчикского лесничества в Долинске до кругового перекрёстка «Дубки», на пересечении с Владикавказским шоссе и улицей Шогенова                                                     | улица Хуламская | 2-я Таманская дивизия — стрелковая дивизия РККА. |
| улица 2-я Надречная                            | 1,70 км       | район Александровка, от улицы Трошева до улицы Мусова | | |
| 3-й Промышленный проезд (промпроезд)           | 2,30 км       | район Искож, от улицы Калининградская до улицы Кабардинская и Прохладненского шоссе | | |
| 3-я линия                                      | 0,73 км       | район Александровка, от улицы Малкинская до улиц Пугачёва и 2-й Надречной | | |
| 4-й Промышленный проезд (промпроезд)           | 0,47 км       | район Искож, от Железнодорожного проезда до Южного проезда | | |
| 6-й Промышленный проезд (промпроезд)           | 1,30 км       | район Искож, от Железнодорожного проезда до промзоны на Искоже | | |
| 7-й Промышленный проезд (промпроезд)           | 1,10 км       | район Искож, от Железнодорожного проезда до промзоны на Искоже | | |
| 8-й Промышленный проезд (промпроезд)           | 1,30 км       | район Искож, в промзоне Искожа с пересечением Южного проезда и 9-го Промышленного проезда | | |
| 9-й Промышленный проезд (промпроезд)           | 1,10 км       | район Искож, от 8-го Промышленного проезда до промзоны на Искоже | | |
| улица 9 Мая                                    | 0,78 км       | район Центр, от улицы Лермонтова до улицы Чайковского | | 9 Мая — День Победы в ВОВ. |
| А                                              |               | | | |
| улица Абидова                                  | 0,98 км       | район Стрелка, от кругового перекрёстка «Арка Дружбы», на пересечении с улицами Мальбахова, Идарова и Комарова до промзоны на Стрелке                                                                             | до 20 мая 2011 года — улица Газовая                                                                                                   | Ахмед Сиражевич Абидов — генерал-майор МВД. |
| улица Адыгейская                               | 0,45 км       | район Вольный Аул, от улицы Туриста до улицы Люксембург | | Адыгейцы — народ на Кавказе. |
| улица Акаева                                   | 0,76 км       | район Вольный Аул, от улицы Руставели до улицы Мазлоева | | Хаджимурза Арсланович Акаев — участник революционного движения. |
| улица Алтайская                                | 0,15 км       | участок № 3 совхоза «Нальчикский» | | Алтай — горная страна |
| переулок Альпийский                            | 0,18 км       | район Богданка, от улицы Строительная до переулка Малый | | Альпы — горная страна. |
| улица Аргуданская                              | 1,30 км       | район Вольный Аул, от границы города с садоводческими землями до улицы Мазлоева | | Аргудан — река в Кабардино-Балкарии. |
| улица Арманд (Инессы)                          | 2,00 км       | районы Центр и Затишье, от сада Свободы до улицы Матросова | Тюремная улица | Инесса Фёдоровна Арманд — деятельница российского революционного движения. |
| улица Артель транспортников                    | 0,25 км       | район Стрелка, от улицы Абидова до реки Шалушка | | |
| улица Атажукина                                | 1,50 км       | район Горный, от улицы Московская до улиц Тарчокова и Солнечная | | Кази Мусабиевич Атажукин — публицист, лингвист и писатель. Один из крупных собирателей кабардинского эпоса.                                                                                       |
| улица Ахохова                                  | 1,30 км       | районы Центр, Затишье, от проспекта Ленина и площади Коммунаров до кругового перекрёстка «Шанхай», на пересечении с улицами Чернышевского и Стеблинского                                                          | часть улицы Астраханская, до 23 сентября 2003 года — улица Первомайская                                                               | Асланби Нахович Ахохов — советский партийный и государственный деятель. |
| улица Ашурова                                  | 0,97 км       | район Искож, от железнодорожных путей у улицы Суворова до улицы Кабардинская | | Танахум Рувимович Ашуров — народный артист КБАССР. |
| улица Аэропортная                              | 0,41 км       | район Стрелка, от аэропорта до проезда Тырныаузский | до 9 июня 2005 года — часть садового товарищества «Сады Симиренко»                                                                    | аэропорт города Нальчика |
| Б                                              |               | | | |
| улица Байсултанова                             | 1,40 км       | районы Горный и Затишье, от улицы Шортанова до улицы Тарчокова | улица Горная | Алим Юсуфович Байсултанов — Герой Советского Союза. |
| улица Балкарова                                | 1,00 км       | район Долинск, от улицы Вовчок до улицы Канукоева | до 1992 года — улица Берёзовая | Магомед Измайлович Балкаров — заслуженный врач РСФСР. Доктор медицинских наук, профессор. |
| улица Балкарская                               | 2,20 км       | районы Центр и Затишье, от проспекта Шогенцукова до улицы Матросова | улица Дачная | Балкарцы — один из коренных народов Кабардино-Балкарии. |
| улица Безенгийская                             | 0,97 км       | район Вольный Аул, от улицы Керамическая до улицы Махова | | Безенги — горный район в Кабардино-Балкарии. |
| улица Бековича-Черкасского                     | 1,20 км       | район Стрелка, от улицы Интернациональная до улицы Герцена | | Александр Бекович-Черкасский — князь из кабардинского княжеского рода Бекмурзиных. Составитель первой подробной карты Каспийского моря.                                                           |
| улица Бесланеева                               | 0,82 км       | район Александровка, от улицы Попова и 1-й линии до улицы Суворова | | Хабала Жанхотович Бесланеев — государственный и общественный деятель КБАССР. |
| улица Бехтерева                                | 0,24 км       | район Центр, от улицы Карашаева до улицы Балкарская | | Владимир Михайлович Бехтерев — основоположник рефлексологии и патопсихологического направления в России.                                                                                          |
| улица Биттирова                                | 3,70 км       | район Долинск и село Белая Речка, от улицы Жабоева в селе Белая Речка до улицы Канукоева | до 2006 года — Белореченское шоссе | Назир Юсупович Биттиров — участник ВОВ. |
| улица Борукаева                                | 0,59 км       | район Стрелка, от улицы Интернациональная до улицы Комарова | 2-я линия | Тута Магомедович Борукаев — советский учёный языковед. Общественный и религиозный деятель. |
| улица Боташева                                 | проектируемая | район Восточный, от улицы Профсоюзной вглубь Восточного района | | Канамат Хусеевич Боташев — Герой Российской Федерации, Генерал-майор. |
| улица Братьев Алакаевых (Алакаевых)            | 0,43 км       | район Нарт, от улицы Герговых вглубь микрорайона Нарт-2 | | |
| улица Братьев Амшоковых (Амшоковых)            | 0,78 км       | район Нарт, от улиц Герговых и Шапсугской до улицы Налоева | | |
| улица Братьев Беровых (Беровых)                | 0,92 км       | район Нарт, от улицы Налоева до улицы Герговых | | |
| улица Братьев Герговых (Герговых)              | 0,35 км       | район Нарт, от улицы Озовых в сторону участка № 3 совхоза «Нальчикский» | | |
| улица Братьев Дигешевых (Дигешевых)            | 0,23 км       | район Нарт, от улицы Налоева до улицы Пшегусовых | | |
| улица Братьев Кардановых (Кардановых)          | 1,00 км       | район Александровка, от улицы Попова до улицы Суворова | до 1995 года — улица Гражданская, до 17 февраля 2012 года — улица Карданова                                                           | Братья Кабард и Кубати Кардановы — Герои Советского Союза. |
| улица Братьев Кушховых (Кушховых)              | 1,80 км       | районы Завокзальный и Аэропорт, от улицы Комсомольская до промзоны в Аэропорту | часть улицы Степная, до 23 сентября 2003 года — улица Парижской Коммуны                                                               | Братья Кишук и Гумар Кушховы — советские партийные и государственные деятели. |
| улица Братьев Лакуновых (Лакуновых)            | 0,18 км       | район Нарт, от улицы Налоева до улицы Пшегусовых | | |
| улица Братьев Назрановых (Назрановых)          | 0,37 км       | район Нарт, от улицы Герговых вглубь микрорайона Нарт-2 | | |
| улица Братьев Озовых (Озовых)                  | 0,47 км       | район Нарт, от границы города с садоводческими землями до улицы Будаева | | |
| улица Братьев Пшегусовых (Пшегусовых)          | 0,21 км       | район Нарт, от границы города с садоводческими землями до улицы Беровых | | |
| улица Братьев Ямгаховых (Ямгаховых)            | 0,23 км       | район Нарт, от улицы Амшоковых до улицы Алакаевых | | |
| улица Братьев Яхтаниговых (Яхтаниговых)        | 0,15 км       | район Нарт, от улицы Амшоковых до улицы Назрановых | | |
| улица Будаева                                  | 0,85 км       | районы Дубки и Вольный Аул, от улицы 2-й Таманской дивизии до улицы Амшоковых | до 1997 года — улица Донская | Олег Майрамович Будаев — рядовой-пулемётчик ВС СССР во время операции в Афганистане. |
| В                                              |               | | | |
| улица Ватутина                                 | 1,20 км       | район Горный, от улицы Тарчокова до улицы Байсултанова | | Николай Фёдорович Ватутин — советский военачальник. Герой Советского Союза. |
| улица Видяйкина                                | 0,23 км       | район Затишье, от промзоны в Затишье до улицы Головко | | Дмитрий Никитович Видяйкин — революционный деятель. Военный комиссар Нальчика в годы Гражданской войны.                                                                                           |
| улица Винницкая                                | 0,89 км       | районы Центр и Затишье, от улицы Шортанова до улицы Эльбердова | | Винница — город в Украине. |
| Владикавказское шоссе                          | 2,14 км       | район Дубки, от Владикавказского моста (улица Идарова) до выезда из города в направлении села Урвань | Орджоникидзевское шоссе | город Владикавказ — город на Кавказе. |
| улица Вовчок (Марко)                           | 3,20 км       | район Долинск, от улицы Бабаева в селе Белая Речка до улицы Канукоева | до 1988 года — улица Академическая | Марко Вовчок — украинская и русская писательница и переводчица. |
| улица Вокзальная                               | 0,35 км       | район Центр, в квартале улиц Осетинская, Нахушева, Захарова и проспекта Шогенцукова, примыкает обеими сторонами к улице Нахушева                                                                                  | | |
| улица Вологирова                               | 2,60 км       | районы Центр, Колонка и Телемеханика, от улицы Революционная до улицы Идарова | до 25 июля 2008 года — часть улицы Красноармейская                                                                                    | Хажпаго Магометмурзович Вологиров — заслуженный работник МВД СССР. |
| Г                                              |               | | | |
| улица Гагарина                                 | 0,79 км       | район Аэропорт, от улиц Хмельницкого и Идарова до улицы Киримова | до 17 августа 2007 года — улица Строителей                                                                                            | Юрий Алексеевич Гагарин — советский лётчик, первый космонавт. Герой Советского Союза. |
| улица Гаджимагомедова                          | 1,20 км       | микрорайон Телевышки, от проспекта Ленина и улицы Канукоева до садового товарищества «Радуга» | до 2002 года — часть садовых товариществ «Дружба», «Спутник», «Институтское» и «Радуга», до 10 февраля 2023 года — Центральная улица  | Нурмагомед Энгельсович Гаджимагомедов — Герой Российской Федерации, Гвардии старший лейтенант, командир роты 247-го гвардейского десантно-штурмового Кавказского казачьего полка 7-й гв. вдд ЮВО. |
| улица Гайдара                                  | 0,14 км       | район Вольный Аул, тупик от улицы Кичмалкинская | | Аркадий Петрович Гайдар — советский детский писатель. |
| улица Гастелло                                 | 0,80 км       | район Затишье, от промзоны в Затишье до улицы Кешокова | | Николай Францевич Гастелло — Герой Советского Союза. |
| улица Геляева                                  | 0,36 км       | район Александровка, от улицы Мусова до улицы Самотёчная | до 19 июня 2001 года — улица Осевая                                                                                                   | Рамазан Кичиевич Геляев — советский драматург. |
| улица Герцена                                  | 0,47 км       | район Стрелка, от улицы Бековича-Черкасского до улиц 115-й кавалерийской дивизии и Шалушкинская | объединена с переулком Дальний | Александр Иванович Герцен — публицист-революционер. |
| улица Геттуева                                 | 0,51 км       | район Телемеханика, от улицы Дагестанская до улицы Суворова | до 23 марта 2017 года — улица Горская                                                                                                 | Магомет Исмаилович Геттуев — балкарский поэт и советский партийный деятель. |
| улица Гикало                                   | 0,85 км       | район Стрелка, от улицы Мальбахова до улицы Герцена | | Николай Фёдорович Гикало — советский партийный и государственный деятель. |
| улица Гобедашвили                              | 0,29 км       | район Александровка, от реки Нальчик до улицы Геляева | | Иван Васильевич Гобедашвили — революционер, советский государственный деятель. |
| улица Гоголя                                   | 0,44 км       | район Центр, от улицы Вологирова до проспекта Шогенцукова | | Николай Васильевич Гоголь — русский прозаик, поэт, драматург и публицист. |
| улица Головко                                  | 3,40 км       | районы Центр и Затишье, от проспекта Шогенцукова до Каменской улицы в селе Кенже | улица Баксанская, до 29 мая 1963 года — улица Театральная                                                                             | Арсений Григорьевич Головко — советский военачальник, адмирал. |
| проезд Голубых елей                            | 0,63 км       | район Долинск, от санатория «Грушевая Роща» до улицы Канкукоева и Санаторного проезда | | Ель голубая |
| улица Горького (Максима)                       | 1,50 км       | район Центр, от улицы Головко до улицы Ахохова | улица Выгонная | Максим Горький — русский писатель, прозаик, драматург. |
| улица Грибоедова                               | 0,20 км       | район Центр, от улицы Кабардинская до проспекта Ленина | до 1935 года — улица Мало-Базарная | Александр Сергеевич Грибоедов — русский поэт, драматург, пианист, дипломат. |
| переулок Громовой                              | 0,16 км       | район Центр, от проспекта Шогенцукова вглубь квартала, ограниченного проспектами Ленина, Шогенцукова, площадью Коммунаров и улицей Толстого                                                                       | улица Громовой | Ульяна Матвеевна Громова — Герой Советского Союза. |
| улица Грузинская                               | 0,58 км       | район Стрелка, от улицы Степанищева до улиц Калюжного и Комарова | | Грузины — народ на Кавказе. |
| улица Гугова                                   | 0,48 км       | микрорайон Телевышки, примыкает обеими сторонами к улице Тлостанова | | Рашид Хусейнович Гугов — доктор исторических наук. Заслуженный деятель науки КБР. |
| Д                                              |               | | | |
| улица Дагестанская                             | 1,60 км       | районы Колонка и Телемеханика, от улицы Залиханова до переулка Российский и улицы Калинина | | Дагестан — республика в составе РФ. |
| улица Дашуева (Хашира)                         | 0,44 км       | район Нарт, от улицы Профсоюзная вглубь микрорайона Нарт-3 | | Хашир Хакяшевич Дашуев — первый профессиональный балетмейстер КБАССР. |
| улица Джанхотова                               | 0,50 км       | район Нарт, от улицы Амшоковых до улицы Дашуева | | Кучук Джанхотов — последний верховный (валий) князь Кабарды. |
| улица Дзержинского                             | 0,50 км       | район Вольный Аул, от улицы 2-й Таманской дивизии до улицы Профсоюзная | | Феликс Эдмундович Дзержинский — революционер, советский государственный и политический деятель.                                                                                                   |
| улица Добровольского                           | 0,88 км       | районы Колонка и Телемеханика, от школы № 10 до улицы Дагестанская | улица Ямная | Георгий Тимофеевич Добровольский — космонавт. Герой Советского Союза. |
| улица Дубинина                                 | 0,42 км       | район Центр, от улицы Кешокова до спортивного комплекса «Трудовые резервы» | | Юрий Васильевич Дубинин |
| Е                                              |               | | | |
| улица Есенина                                  | 0,18 км       | район Александровка, от улицы Нартановская до школы № 30 | | Сергей Александрович Есенин — русский поэт. |
| улица Ессентукская                             | 0,14 км       | район Вольный Аул, от улицы Туриста до улицы Черекская | | Ессентуки — город на Северном Кавказе. |
| Ж                                              |               | | | |
| улица Железнодорожная                          | 0,42 км       | район Телемеханика, от улицы Краснопартизанская до улицы Суворова | | |
| проезд Железнодорожный (промпроезд)            | 1,30 км       | район Искож, от улицы Калининградская до 7-го Промышленного проезда | | |
| улица Жуковского                               | 1,30 км       | район Завокзальный, от улицы Куашева до улицы Идарова | | Василий Андреевич Жуковский — русский поэт. Один из основоположников романтизма в русской поэзии.                                                                                                 |
| З                                              |               | | | |
| улица Заводская                                | 0,62 км       | район Колонка, от улицы Пятигорская до реки Нальчик | | |
| улица Залиханова                               | 0,71 км       | район Колонка, от улицы Королёва до улицы Суворова | до 25 мая 1999 года — улица Садовая                                                                                                   | Жанакаит Жунусович Залиханов — балкарский поэт и писатель. |
| улица Затишье                                  | 0,26 км       | район Затишье, от улицы Чернышевского вглубь микрорайона Затишье в квартале улиц Чернышевского, Кешокова, Шарданова, Толстого                                                                                     | | Затишье — микрорайон города Нальчика, ранее хутор и дачный посёлок. |
| улица Захарова                                 | 1,10 км       | районы Колонка и Центр, от улицы Куйбышева до проспекта Ленина | | Фёдор Васильевич Захаров — советский военный деятель. |
| переулок Зелёный                               | 0,23 км       | район Колонка, от улицы Дагестанская до улицы Суворова | | |
| улица Зольская                                 | 0,16 км       | район Вольный Аул, от улицы Руставели до улицы Кочубея | | Золка — река в Кабардино-Балкарии и Ставропольском крае. |
| И                                              |               | | | |
| улица Иванова                                  | 2,30 км       | район Александровка, от переулка Российский до улицы Нартановская | до 2 марта 1995 года — улица Солнечная                                                                                                | Хасан Талибович Иванов — Герой Советского Союза. |
| улица Идарова (Темрюка)                        | 4,51 км       | районы Телемеханика, Завокзальный, Аэропорт, Богданка и Стрелка от Владикавказского моста (Владикавказское шоссе) до кругового перекрёстка «Арка Дружбы», на пересечении с улицами Мальбахова, Абидова и Комарова | Офицерская улица, до 17 августа 2007 года — улица Гагарина                                                                            | Темрюк Идаров — кабардинский князь. Тесть и союзник русского царя Ивана Васильевича Грозного. |
| улица Изумрудная                               | 0,74 км       | район Горный, от улицы Атажукина до садового товарищества «Осина» | до 26 апреля 2019 года — часть садового товарищества «Центральное»                                                                    | |
| улица Иллазарова                               | 0,91 км       | район Колонка, от улицы Надречная до улицы Кабардинская | улица Горшечная | Исай Иллазарович Иллазаров — Герой Советского Союза. |
| улица Ингушская                                | 0,94 км       | район Искож, от улицы Ашурова до улицы Кадырова | | Ингуши — народ на Кавказе. |
| улица Институтская                             | ?             | ? | | |
| улица Интернациональная                        | 0,61 км       | район Стрелка, от улиц Эльбрусская и Чернышевского до улицы Мальбахова | | |
| улица Ипподромная                              | 0,25 км       | район Стрелка, от улицы Тырныаузская до улицы Лазо | | Ипподром города Нальчика Архивная копия от 8 января 2019 на Wayback Machine |
| К                                              |               | | | |
| улица Кабардинская                             | 6,30 км       | районы Центр, Завокзальный, Телемеханика, Аэропорт, Искож и возможно Колонка, от улицы Кешокова до Прохладненского шоссе и 3-го Промышленного проезда                                                             | до марта 1920 года — улица Воронцовская, до начала 1920-х годов — улица Карла Маркса                                                  | Кабардинцы — один из коренных народов Кабардино-Балкарии. |
| улица Кавказская                               | 0,55 км       | район Затишье, от улицы Карашаева до улицы Головко | | Кавказ — горная страна. |
| улица Кадырова                                 | 1,30 км       | район Искож, от железнодорожных путей у улицы Суворова до улицы Кабардинская | до 15 декабря 2011 года — улица Чеченская                                                                                             | Ахмат-Хаджи Абдулхамидович Кадыров — российский государственный деятель. Первый Президент Чеченской Республики.                                                                                   |
| улица Казиханова                               | 0,33 км       | район Нарт, от неименованого проезда до границы города с садоводческими землями | | Казиханов Тамирлан Алиевич |
| улица Каирова                                  | 0,39 км       | район Затишье, от Селекционного проезда до границы города с садоводческими землями | | Аслан Калиметович Каиров — советский селекционер. |
| улица Калинина                                 | 3,40 км       | район Александровка, от Дагестанской улицы и переулка Российский до Нарткалинского шоссе и улицы Самотёчная | | Михаил Иванович Калинин — революционер и советский государственный деятель. |
| улица Калининградская                          | 1,90 км       | район Искож, от улицы Калинина до улицы Кабардинская | до 31 мая 2016 года — 2-й Промышленный проезд                                                                                         | Калининград — город в Российской Федерации. |
| улица Калмыкова                                | 2,90 км       | районы Вольный Аул и Дубки, от кругового перекрёстка «Ридада», на пересечении с улицами Кешокова, 2-й Таманской дивизии и Мостовая, до улицы Шогенова                                                             | улица Ворошилова | Бетал Эдыкович Калмыков — советский партийный и государственный деятель. 1-й секретарь Кабардино-Балкарского обкома ВКП(б).                                                                       |
| улица Калюжного                                | 1,00 км       | район Стрелка, от улиц Шарданова и Эльбрусская до улицы Тырныаузская | улица Промышленная | Николай Гаврилович Калюжный — Герой Советского Союза. |
| улица Канкошева                                | 2,50 км       | район Александровка, от переулка Российский до школы № 30 | | Ахмет-Хан Талович Канкошев — Герой Советского Союза. |
| улица Канукоева                                | 2,10 км       | район Долинск, от кругового перекрёстка «Хасанья», на пересечении с улицами Аттоева (Хасанья) и Профсоюзная до проспекта Ленина                                                                                   | улица Курортная | Назир Титуевич Канукоев — Герой Советского Союза. |
| улица Карашаева                                | 1,50 км       | районы Горный и Центр, от проспекта Ленина до улицы Эльбердова | | Хажумар Талович Карашаев — революционер, советский общественный и политический деятель. |
| улица Катанчиева                               | 0,33 км       | район Нарт, от неименованого проезда до границы города с садоводческими землями | | Катанчиев Тали Мемович |
| улица Кашежева (переулок)                      | 0,19 км       | район Колонка, от улицы Пятигорская до улицы Маяковского | | Талиб Псабидович Кашежев — революционер, советский общественный и политический деятель. |
| улица Кешокова                                 | 3,20 км       | районы Центр и Затишье, от кругового перекрёстка «Ридада», на пересечении с улицами 2-й Таманской дивизии, Мостовая и Калмыкова до улицы Шарданова                                                                | улица Церковная, до 21 апреля 2006 года — улица Советская                                                                             | Алим Пшемахович Кешоков — кабардинский поэт и прозаик. |
| улица Керамическая                             | 0,57 км       | район Вольный Аул, от улицы 2-й Таманской дивизии до улицы Профсоюзная | | |
| улица Киримова                                 | 2,10 км       | районы Завокзальный и Аэропорт, от улицы Комсомольская до аэропорта | часть улицы Дивизионная, до 28 декабря 2011 года — улица 9 Января                                                                     | Пётр Мугазович Киримов — хозяйственный руководитель города Нальчик. |
| улица Кирова                                   | 5,50 км       | районы Горный, Центр, Затишье и Богданка, от улиц Московская и Тлостанова до улицы Хмельницкого | | Сергей Миронович Киров — революционер, советский государственный и политический деятель. |
| улица Кисловодская                             | 0,18 км       | район Вольный Аул, тупик от улицы Кичмалкинская | | Кисловодск — город на Северном Кавказе. |
| улица Кичмалкинская                            | 0,17 км       | район Вольный Аул, от улицы Лесная до улицы Руставели | | Кичмалка — река в Кабардино-Балкарии. |
| переулок Клинический                           | 0,12 км       | район Центр, от улицы Мечиева до улицы Орджоникидзе | | |
| улица Ковтуненко                               | 0,55 км       | район Долинск, от реки Нальчик до улицы Вовчок | до 1990 года — улица Оранжерейная | Иван Порфирьевич Ковтуненко — советский селекционер. |
| улица Козлова                                  | 0,81 км       | район Колонка, от реки Нальчик до улицы Суворова | | Александр Герасимович Козлов — Герой Советского Союза. |
| улица Коллонтай                                | 0,26 км       | район Александровка, от улицы Мусова до улицы Самотёчная | | Александра Михайловна Коллонтай — революционерка, советская государственная деятельница и дипломат.                                                                                               |
| улица Комарова                                 | 1,90 км       | район Стрелка, от улиц Калюжного и Грузинская до кругового перекрёстка «Арка Дружбы», на пересечении с улицами Мальбахова, Абидова и Идарова                                                                      | | Владимир Михайлович Комаров — лётчик-космонавт. Дважды Герой Советского Союза. |
| площадь Коммунаров                             | 0,26 км       | район Центр, от проспекта Шогенцукова до проспекта Ленина и улицы Ахохова | часть улицы Астраханская | Коммунарское движение. |
| улица Коммунистическая                         | 0,51 км       | район Центр, от улицы Вологирова до проспекта Шогенцукова | | Коммунизм. |
| улица Комсомольская                            | 0,50 км       | район Завокзальный, от улиц Рыбалко и Мичурина до улицы Киримова | | Всесоюзный ленинский коммунистический союз молодёжи. |
| переулок Кооперативный                         | 0,38 км       | район Богданка, от улицы Кирова до улицы Хмельницкого | | |
| улица Королёва                                 | 0,75 км       | район Колонка, от улицы Чинарная до улицы Залиханова | Подгорная улица | Сергей Павлович Королёв — генеральный конструктор ракетно-космической промышленности СССР. |
| переулок Корчагина                             | 0,17 км       | район Телемеханика, от улицы Дагестанская до улицы Краснопартизанская | | Лев Павлович Корчагин — Герой Советского Союза. |
| улица Космодемьянской (Зои)                    | 0,48 км       | районы Телемеханика и Александровка, от улицы Тимирязева до улицы Кардановых | | Зоя Анатольевна Космодемьянская — Герой Советского Союза. |
| улица Космонавтов (переулок)                   | 0,27 км       | район Вольный Аул, от улицы Мостовая до улицы Профсоюзная | | |
| улица Костык                                   | 0,34 км       | район Затишье, от улицы Каирова до границы города с садоводческими землями | | Павел Петрович Костык — советский селекционер. |
| улица Котовского                               | 0,71 км       | район Аэропорт, от улицы Кабардинская до улицы Циолковского | | Григорий Иванович Котовский — революционер, советский военный и политический деятель. |
| улица Кочубея                                  | 0,36 км       | район Вольный Аул, от улицы Руставели до улицы Профсоюзная | | Иван Антонович Кочубей — участник Гражданской войны на стороне РККА. |
| переулок Красивый                              | 0,11 км       | район Центр, от улицы Чехова до улицы Мало-Кабардинская | | |
| улица Краснопартизанская                       | 0,98 км       | районы Телемеханика и Александровка, от улицы Геттуева до улиц Пролетарская и Тарханова | | Партизаны Гражданской войны в Советской России 1917—1922 годов на стороне Красной Армии. |
| улица Крестьянская                             | 0,56 км       | район Колонка, от улицы Захарова до улиц Дагестанская и Залиханова | | |
| улица Крупской                                 | 0,92 км       | район Затишье, от промзоны в Затишье до улицы Осипенко | | Надежда Константиновна Крупская — революционерка, советский государственный и партийный деятель.                                                                                                  |
| улица Крылова                                  | 1,00 км       | район Стрелка, от улицы Комарова до улицы Шалушкинская | | Иван Андреевич Крылов — русский публицист, поэт и баснописец. |
| улица Куашева                                  | 0,28 км       | район Завокзальный, от улицы Комсомольская до улицы Тореза | улица Безымянная | Бетал Ибрагимович Куашев — кабардинский писатель и поэт-новатор. |
| улица Кузнецова                                | 0,27 км       | районы Колонка и Телемеханика, от улицы Дагестанская до улиц Вологирова и Ново-Шевченко | | Василий Григорьевич Кузнецов — Герой Советского Союза. |
| переулок Кузнечный                             | 0,27 км       | район Затишье, от улицы Толстого до улицы Стеблинского | | |
| улица Куйбышева                                | 0,84 км       | район Колонка, от улицы Пятигорская до улицы Залиханова | | Валериан Владимирович Куйбышев — революционер, советский партийный и государственный деятель. |
| улица Кумахова                                 | 0,38 км       | район Нарт, от улицы Джанхотова до улицы Амшоковых | | Кумахов Мухадин Абубекирович |
| Л                                              |               | | | |
| улица Лазо (Сергея)                            | 0,97 км       | район Стрелка, от улицы Идарова до улицы Комарова | | Сергей Георгиевич Лазо — советский военачальник и государственный деятель. |
| улица Левича                                   | 0,34 км       | район Колонка, от улицы Козлова до улицы Советской Армии | до 19 декабря 2014 года — улица Рабочая                                                                                               | Левич Борис Аронович |
| улица Ленинградская                            | 0,77 км       | район Александровка, от реки Нальчик до улицы Цеткин | | Ленинград — советское название города Санкт-Петербург. |
| улица Лермонтова                               | 1,70 км       | район Центр, от озёр Первое и Второе до улицы Орджоникидзе | до 1938 года — улица Настуева | Михаил Юрьевич Лермонтов — русский поэт, прозаик и драматург. |
| улица Лескенская                               | 0,57 км       | район Вольный Аул, от улиц Ореховая роща и Студенческая до улицы Профсоюзная | | Лескен — река в Кабардино-Балкарии. |
| улица Лесная                                   | 0,52 км       | район Вольный Аул, от балки Псухо-Ишхара до улицы Мазлоева | | |
| улица Лесхоз                                   | 0,05 км       | район Долинск, от улицы Биттирова до въезда в гостиничный комплекс «СинДон» | | |
| улица Липовая                                  | 0,19 км       | район Стрелка, от школы № 31 до улицы Мовсисяна | до 9 июня 2005 года — часть садового товарищества «Сады Симиренко»                                                                    | |
| улица Лихачёва                                 | 0,21 км       | район Стрелка, от улицы Масаева до улицы Лазо | | Иван Алексеевич Лихачёв — советский государственный деятель. |
| улица Ломоносова                               | 1,20 км       | район Завокзальный, от железнодорожных путей до улицы Идарова | | Михаил Васильевич Ломоносов — русский учёный-естествоиспытатель. |
| улица Луговая                                  | 0,54 км       | район Александровка, от 1-й линии до улицы Тарханова | | |
| улица Люксембург (Розы)                        | 0,87 км       | район Вольный Аул, от улицы Студенческая до улиц Профсоюзная и Руставели | | Роза Люксембург — теоретик марксизма, философ, экономист и публицист. |
| М                                              |               | | | |
| улица Мазлоева                                 | 1,60 км       | район Вольный Аул, от границы города с садоводческими землями до улицы 2-й Таманской дивизии | до 1992 года — улица Терешковой | Валерий Владимирович Мазлоев — рядовой, снайпер ВС СССР во время операции в Афганистане. |
| улица Макаренко                                | 1,00 км       | район Вольный Аул, от улицы Керамическая до улицы Махова | | Антон Семёнович Макаренко — русский писатель. Один из основателей советской педагогики. |
| улица Малкинская                               | 0,74 км       | район Александровка, от 3-й линии до улицы Тарханова | | Малка — река в Кабардино-Балкарии. |
| улица Мало-Кабардинская                        | 0,35 км       | район Центр, от улицы Свободы до улицы Горького | до начала 1920-х годов — улица Кабардинская                                                                                           | Малая Кабарда — одна из исторических областей Кабарды. |
| улица Мало-Садовая (Малая Садовая)             | 0,30 км       | район Колонка, от улицы Залиханова до переулка Панфиловский | | |
| переулок Малый                                 | 0,28 км       | район Богданка, от улицы Идарова до улицы Щаденко | | |
| улица Мальбахова                               | 3,10 км       | районы Центр, Богданка, Завокзальный и Стрелка, от улицы Осетинская до кругового перекрёстка «Арка Дружбы», на пересечении с улицами Идарова, Абидова и Комарова                                                  | до 25 января 2000 года — Баксанское шоссе, объединена с переулком Машзавода                                                           | Тимбора Кубатиевич Мальбахов — советский государственный и партийный деятель. Первый секретарь Кабардино-Балкарского обкома КПСС (1956—1985).                                                     |
| улица Масаева                                  | 0,75 км       | район Стрелка, от улицы Калюжного до улицы Комарова | | Аслангери Яхьяевич Масаев — Герой Советского Союза. |
| улица Матросова                                | 1,40 км       | район Затишье, от улицы Балкарская до Ботанического сада КБГУ | | Александр Матвеевич Матросов — Герой Советского Союза. |
| улица Махова (переулок)                        | 0,44 км       | район Вольный Аул, от улицы Профсоюзная до переулка Юности | до 2 ноября 2007 года — переулок Весенний                                                                                             | Беслан Суфадинович Махов — старший лейтенант полиции, погибший при исполнении служебных обязанностей.                                                                                             |
| улица Маяковского                              | 0,71 км       | район Колонка, от улицы Заводская до улицы Кабардинская | до 1940 года — часть улицы Астраханская                                                                                               | Владимир Владимирович Маяковского — русский поэт и драматург. |
| переулок Мебельный                             | 0,18 км       | районы Колонка и Телемеханика, от улицы Добровольского до улицы Дагестанская | Кладбищенская улица | |
| улица Меликьянца                               | 0,24 км       | район Алесандровка, от улицы 2-я Надречная до мечети «Мансур» | | Владимир Иванович Меликьянц — участник партизанского движения в КБАССР. |
| улица Мечиева                                  | 2,20 км       | район Центр, от улицы Карашаева до улицы Ахохова | до 1989 года — улица Юбилейная | Кязим Беккиевич Мечиев — основоположник балкарской поэзии и литературного балкарского языка. |
| улица Мечникова                                | 1,40 км       | район Центр, от улицы Арманд до улиц Осетинская и Ахохова | до 1968 года — часть улицы Мечникова, до 5 ноября 1991 года — часть улицы 50 лет ВЛКСМ, до 5 ноября 1995 года — часть улицы Шортанова | Илья Ильич Мечников — лауреат Нобелевской премии в области физиологии и медицины. |
| переулок Милицейский                           | 0,13 км       | район Центр, от улицы Нахушева до улицы Кабардинская | | |
| улица Мичурина                                 | 1,20 км       | район Завокзальный, от улиц Комсомольская и Рыбалко до улицы Идарова | | Иван Владимирович Мичурин — советский биолог-селекционер. |
| улица Мовсисяна                                | 1,40 км       | район Стрелка и микрорайон Северный, от улицы Идарова до тупика в микрорайоне Северный | до 30 декабря 2015 года — улица Северная                                                                                              | Черкес Бахшиевич Мовсисян — организатор совхоза «Нальчикский». |
| улица Молодёжная                               | 1,00 км       | районы Телемеханика и Александровка, от улицы Тимирязева до улицы Бесланеева | | |
| переулок Молодогвардейский                     | 0,28 км       | район Центр, от улицы Вологирова до улицы Нахушева | | Молодая гвардия. |
| переулок Монтажников                           | 0,59 км       | район Затишье, от улицы Головко до кладбища Затишье | | |
| улица Морозова (Павлика)                       | 0,26 км       | район Богданка, от улицы Хмельницкого до переулка Малый | | Павел Трофимович Морозов — советский пионер-герой. |
| улица Московская                               | 0,74 км       | район Горный, от улиц Тлостанова и Кирова до улицы Атажукина | | Москва — столица Российской Федерации. |
| улица Мостовая                                 | 0,67 км       | район Вольный Аул, от кругового перекрёстка «Ридада», на пересечении с улицами Кешокова, 2-й Таманской дивизии и Калмыкова, до улицы Адыгейская                                                                   | | |
| улица Муртазовская                             | 0,24 км       | район Вольный Аул, от улицы Туриста до улицы Люксембург | | Железнодорожная станция Муртазово в городе Тереке. |
| улица Мусова                                   | 0,79 км       | район Александровка, от реки Нальчик до улиц Калинина и Калининградская | | Мусов Менли Фитсович — снайпер 221-го гвардейского стрелкового полка гвардии ефрейтор в ВОВ. |
| улица Мусукаева                                | 1,50 км       | район Искож, от улицы Кабардинская до улицы Кадырова | | Ахмат Туганович Мусукаев — советский партийный и государственный деятель. |
| Н                                              |               | | | |
| улица Надречная                                | 0,44 км       | район Колонка, от улицы Маяковского до улицы Иллазарова | | |
| улица Налоева                                  | 0,93 км       | районы Дубки и Нарт, от улицы Шогенова до границы города с садоводческими землями | | Ахмедхан Хамурзович Налоев — кабардинский писатель. |
| улица Нартановская                             | 0,35 км       | район Александровка, от улицы 2-я Надречная до улицы Калинина | | Нартан — село в Кабардино-Балкарии, напротив района Александровка. |
| Нарткалинское шоссе                            | 3,54 км       | район Александровка, от улиц Калинина и Самотёчная до выезда из города в направлении села Шитхала | | Нарткала — город в Кабардино-Балкарии. |
| улица Насосная станция                         | 0,81 км       | район Долинск, от улицы Вовчок до конца посёлка Насосная станция | | |
| улица Настуева                                 | 0,31 км       | район Стрелка, от улицы Тырныаузская до улицы Лазо | | Юсуф Батиевич Настуев — революционер, советский политический деятель. |
| улица Нахушева                                 | 1,60 км       | районы Центр и возможно Колонка, от улицы Кешокова до улицы Осетинская | до 1927 года — улица Елизаветинская, до 2000 года — улица Октябрьская, в феврале 1995 года объединена с улицей Московская             | Борис Маремович Нахушев — генерал-майор, председатель Кабардино-Балкарской общественной организации ветеранов войны и труда.                                                                      |
| улица Неделина                                 | 0,72 км       | район Искож, от улицы Ашурова до улицы Кадырова | | Митрофан Иванович Неделин — советский военачальник. Герой Советского Союза. |
| улица Некрасова                                | 0,82 км       | район Стрелка, от улицы Эльбрусская до улицы Мальбахова | | Николай Алексеевич Некрасов — русский поэт, писатель и публицист. |
| улица Нижняя                                   | 0,35 км       | район Александровка, от реки Нальчик до улицы Геляева | | |
| улица Ново-Шевченко                            | 0,42 км       | районы Колонка и Телемеханика, от улицы Дагестанская до улицы Суворова | | Тарас Григорьевич Шевченко — украинский поэт и писатель. |
| улица Новосельская                             | 0,56 км       | район Стрелка, от улицы Идарова до улицы Тырныаузская | | |
| переулок Новый                                 | 0,38 км       | район Телемеханика, от улицы Добровольского до улицы Вологирова | | |
| улица Ногмова                                  | 2,00 км       | районы Центр и Затишье, от улицы Суворова до кругового перекрёстка «Университет», на пересечении с улицей Чернышевского                                                                                           | до 20 апреля 1956 года — улица Почтовая                                                                                               | Шора Бекмурзович Ногмов — кабардинский общественный деятель и просветитель. |
| О                                              |               | | | |
| улица Оганьянца                                | 0,32 км       | район Стрелка, от улицы Тырныаузская до детского сада № 38 | | Грант Аракелович Оганьянц — Герой Советского Союза. |
| улица ОДС                                      | 0,19 км       | район Центр, в квартале улиц Арманд, Лермонтова, Орджоникидзе и 9 Мая, примыкает к улицам Мечиева и Арманд | | предположительно Отряд дорожного строительства |
| улица Оранжерейная                             | 0,17 км       | район Стрелка, от футбольного поля школы № 31 до улицы Мовсисяна | до 9 июня 2005 года — часть садового товарищества «Сады Симиренко»                                                                    | |
| улица Ореховая роща                            | 0,34 км       | район Вольный Аул, от улицы Профсоюзная до улиц Лескенская и Студенческая | до 2 июня 2017 года — часть садового товарищества «Ореховая роща»                                                                     | |
| улица Орджоникидзе                             | 1,80 км       | район Центр, от улицы Карашаева до улицы Толстого | | Григорий Константинович Орджоникидзе — революционер, советский государственный и политический деятель.                                                                                            |
| улица Осетинская                               | 2,40 км       | районы Колонка и Центр, от кругового перекрёстка «Вольный Аул», на пересечении с улицей 2-й Таманской дивизии до улиц Ахохова и Мечникова                                                                         | | Осетины — народ на Кавказе. |
| улица Осипенко                                 | 0,70 км       | район Затишье, от улицы Яхогоева до улицы Матросова | | Полина Денисовна Осипенко — Герой Советского Союза. |
| улица Островского                              | 1,30 км       | район Завокзальный, от улицы Куашева до улицы Идарова | | Николай Алексеевич Островский — советский писатель. |
| улица Отарова                                  | 0,68 км       | районы Телемеханика и Александровка, от улицы Идарова до улицы Кардановых | до 1995 года — часть улицы Красноармейская                                                                                            | Керим Сарамурзаевич Отаров — балкарский поэт и переводчик. |
| П                                              |               | | | |
| улица Павлова                                  | 0,27 км       | район Телемеханика, в квартале улиц Идарова, Краснопартизанская, Дагестанская и переулка Российский, примыкает обеими сторонами к улице Идарова                                                                   | | Иван Петрович Павлов — российский учёный, лауреат Нобелевской премии в области физиологии и медицины.                                                                                             |
| улица Панкратова                               | 0,30 км       | район Александровка, от реки Нальчик до улицы Геляева | | Виталий Панкратов — пионер-герой. |
| переулок Панфиловский                          | 0,13 км       | район Колонка, от улицы Добровсльского до улицы Мало-Садовая | переулок Вольный | Панфиловцы — бойцы 316-й стрелковой дивизии, оборонявших Москву в 1941 году. |
| улица Парковая                                 | 0,31 км       | район Долинск, от проспекта Шогенцукова до озера Трек | | |
| улица Пархоменко                               | 0,26 км       | район Стрелка, от улицы Тырныаузская до улицы Лазо | | Александр Яковлевич Пархоменко — революционер, член большевистской партии. |
| улица Пачева                                   | 1,80 км       | район Центр, от улицы Осетинская до улицы Головко | до 8 апреля 1958 года — часть улицы Дивизионная                                                                                       | Бекмурза Машевич Пачев — кабардинский поэт и писатель. |
| улица Пионерская                               | 0,92 км       | район Стрелка, от улицы Мальбахова до улицы Комарова | | Пионеры — собирательное название детских коммунистических организаций. |
| улица Пирогова                                 | 1,60 км       | район Долинск, от улицы Канукоева до улицы Тарчокова | | Николай Иванович Пирогов — русский хирург и учёный-анатом. |
| улица Поперечная                               | 0,61 км       | район Александровка, от улицы 2-я Надречная до улицы Тарханова | улица Терская | |
| улица Попова                                   | 1,20 км       | район Александровка, от улицы Бесланеева и 1-й линии до улицы Нартановская | | Александр Степанович Попов — русский физик и электротехник. Один из изобретателей радио. |
| улица Пролетарская                             | 0,97 км       | районы Александровка и Телемеханика, от улицы Канкошева до улицы Суворова | | Пролетариат. |
| улица Профсоюзная                              | 6,30 км       | районы Долинск, Вольный Аул и Дубки, от кругового перекрёстка «Хасанья», на пересечении с улицами Аттоева (Хасанья) и Канукоева до улицы Шогенова                                                                 | | Профсоюз — добровольное общественное объединение людей, связанных общими интересами по роду их деятельности.                                                                                      |
| Прохладненское шоссе                           | 3,20 км       | на окраине района Искож, от улицы Кабардинская и 3-го Промышленного проезда до выезда из города в направлении села Герменчик                                                                                      | | Прохладный — город в Кабардино-Балкарии. |
| улица Пугачёва                                 | 0,40 км       | район Александровка, от 2-й Надречной улицы и 3-й линии до улицы Калинина | | Емельян Иванович Пугачёв — предводитель Крестьянской восстания 1773—1775 годов в России. |
| улица Пушкина                                  | 1,30 км       | район Центр, от улицы Головко до улицы Толстого | улица Базарная | Александр Сергеевич Пушкин — русский поэт, драматург и прозаик, заложивший основы русского реалистического направления.                                                                           |
| улица Пятигорская                              | 0,78 км       | районы Центр и Колонка, от улицы Куйбышева до проспекта Шогенцукова | | Пятигорск — город на Северном Кавказе. |
| Р                                              |               | | | |
| переулок Радужный                              | 0,15 км       | район Вольный Аул, от улицы Калмыкова вглубь квартала ограниченного улицами Калмыкова, Тебердинская, Мазлоева и школой № 17                                                                                       | | |
| улица Разина                                   | 0,82 км       | район Александровка, от реки Нальчик до улицы Суворова | | Степан Тимофеевич Разин — предводитель крестьянского восстания 1670—1671 годов. |
| улица Революционная                            | 0,29 км       | район Центр, от улицы Вологирова до улицы Нахушева | Михайловская улица, улица Крайняя | |
| улица Репина                                   | 0,81 км       | район Завокзальный, от улицы Кабардинская до улицы Циолковского | | Илья Ефимович Репин — русский живописец. |
| переулок Российский                            | 0,66 км       | районы Александровка и Телемеханика, от улицы Канкошева до улицы Цеткин | | Российская Федерация. |
| улица Рубиновая                                | 0,56 км       | район Горный, от Изумрудной улицы до садового товарищества «Осина» | до 26 апреля 2019 года — часть садового товарищества «Центральное»                                                                    | |
| улица Руставели                                | 1,50 км       | район Вольный Аул, от улицы Мазлоева до улицы 2-й Таманской дивизии | | Шота Руставели — грузинский государственный деятель и поэт XII века. |
| улица Рыбалко                                  | 1,20 км       | район Завокзальный, от улицы Комсомольская и Мичурина до улицы Идарова | до 1927 года — часть улицы Бульварная, до 1948 года — часть улицы Карашаева Х. Т., часть улицы Республиканская                        | Павел Семёнович Рыбалко — дважды герой Советского Союза. |
| С                                              |               | | | |
| улица Самотёчная                               | 0,82 км       | район Александровка и село Нартан, от реки Нальчик до улицы Калинина и Нарткалинского шоссе | | |
| проезд Санаторный                              | 0,35 км       | район Долиск, от санатория Кирова до улицы Канукоева и проезда Голубых елей | | |
| улица Сармаковская                             | 0,45 км       | участок № 3 совхоза «Нальчикский» | | Сармако — река в Кабардино-Балкарии. |
| улица Свободы                                  | 0,44 км       | район Центр, от улицы Кешокова до улицы Революционная | улица Ермоловская | |
| проезд Северный (промпроезд)                   | 1,20 км       | на окраине района Искож, от Прохладненского шоссе до городского православного кладбища | объединён с 5-м Промышленным проездом                                                                                                 | |
| проезд Селекционный                            | 0,26 км       | район Затишье, от улицы Шарданова до границы города с садоводческими землями | | |
| улица Семашко                                  | 0,51 км       | район Колонка, от улицы Добровольского до улицы Суворова | | Николай Александрович Семашко — советский партийный и государственный деятель. |
| улица Сентябрьская                             | 0,12 км       | район Центр, от улицы Гоголя вглубь квартала ограниченного улицами Гоголя, Нахушева, Ногмова и Кабардинская | | |
| улица Симиренко                                | 1,50 км       | районы Стрелка и Аэропорт, от внутриквартального проезда в микрорайоне Аэропорта до улицы Абидова | до 9 июня 2005 года — часть садового товарищества «Сады Симиренко»                                                                    | Лев Платонович Симиренко — селекционер-плодовод. |
| улица Сквозная                                 | 0,29 км       | район Александровка, от реки Нальчик до улицы Геляева | | |
| улица Советской Армии                          | 0,49 км       | район Колонка, от улицы Хужокова до улицы Крестьянская | | Советская армия. |
| улица Совхозная                                | 2,66 км       | район Дубки, от улицы Шогенова до садового товарищества «Мисхидж» | Полевая улица | |
| улица Солнечная                                | 0,82 км       | район Горный, от улиц Тарчокова и Атажукина до 7-го микрорайона | | |
| переулок Сочинский                             | 0,33 км       | район Долинск, от улицы Теплосерной до улицы Канукоева | Школьный переулок | Сочи — город на Кавказе. |
| улица Спортивная                               | 0,13 км       | район Стрелка, от улицы Тырныаузская до улицы Новосельская | | |
| улица Стеблинского                             | 1,30 км       | районы Центр, Затишье и Богданка, от улицы Мальбахова до кругового перекрёстка «Энергетик», на пересечении с улицей Шарданова                                                                                     | до 18 октября 2019 года — 20-й ходовой железнодорожный путь                                                                           | Сергей Васильевич Стеблинский |
| улица Степанищева                              | 0,43 км       | районы Стрелка и Богданка, от улицы Эльбрусская до улицы Мальбахова | улица Сосновая | Михаил Тихонович Степанищев — дважды Герой Советского Союза. |
| улица Строительная                             | 0,24 км       | район Богданка, от улицы Морозова до улицы Щаденко | | |
| переулок Стройдеталь                           | 0,33 км       | район Искож, от улицы Кадырова вглубь дачного товарищества «Стройдеталь» | до 6 июля 2012 года — часть дачного товарищества «Стройдеталь»                                                                        | |
| улица Студенческая                             | 0,70 км       | район Вольный Аул, от улиц Ореховая роща и Лескенская до улицы Аргуданская | | |
| улица Суворова                                 | 5,20 км       | районы Центр, Колонка, Телемеханика и Александровка, от улицы Революционная до улицы Калинина | улица Красная | Александр Васильевич Суворов — русский полководец, генералиссимус. Основоположник отечественной военной теории.                                                                                   |
| Т                                              |               | | | |
| улица Тамазова                                 | 0,54 км       | район Горный, от проспекта Кулиева через улицу Тарчокова вглубь микрорайона Мей | до сентября 1989 года — улица Кулиева, до 10 февраля 2023 года — переулок Театральный                                                 | Тимур Мухамедович Тамазов — российский террорист, участник войны в Украине |
| улица Тарханова                                | 1,70 км       | район Александровка, от переулка Российский до улиц Суворова и Фанзиева | | Михаил Михайлович Тарханов — советский актёр театра и кино. |
| улица Тарчокова                                | 4,10 км       | районы Долинск, Горный и Затишье, от проспекта Шогенцукова до кругового перекрёстка «Кенже» на пересечении с улицами Головко и Шарданова                                                                          | | Камбулат Кицуевич Тарчоков — советский государственный и хозяйственный деятель. |
| улица Тебердинская                             | 0,63 км       | район Вольный Аул, от улицы Профсоюзная до улицы 2-й Таманской дивизии | | Теберда — река на Северном Кавказе. |
| улица Тельмана                                 | 0,71 км       | район Стрелка, от улицы Комарова до улицы Крылова | | Эрнст Тельман — лидер немецких коммунистов в 1920—1930-х годах. |
| улица Темрюковская                             | 0,08 км       | район Вольный Аул, от балки Псухо-Ишхара до улицы Руставели | | Темрюк Идаров — кабардинский князь. Тесть и союзник русского царя Ивана Васильевича Грозного. |
| переулок Тепличный                             | 0,53 км       | район Стрелка, от улицы Мовсисяна до улицы Абидова | | |
| улица Теплосерная                              | 0,20 км       | район Долинск, от переулка Сочинский до улицы Балкарова | | |
| улица Терекская                                | 0,13 км       | район Вольный Аул, от балки Псухо-Ишхара до улицы Студенческая | | Терек — река на Северном Кавказе. |
| улица Тимирязева                               | 0,47 км       | район Телемеханика, от улицы Краснопартизанская до улицы Суворова | | Климент Аркадьевич Тимирязев — русский естествоиспытатель, специалист по физиологии растений. |
| улица Тимошенко                                | 0,51 км       | район Колонка, от улицы Советской Армии до переулка Мебельный | | Раиса Павловна Тимошенко — инструктор Нальчикского аэроклуба, партизанка в годы ВОВ. |
| улица Тлостанова                               | 1,55 км       | район Горный и микрорайон Телевышки, от проспекта Ленина до улиц Кирова и Тарчокова | до 4 августа 2010 года — часть улицы Кирова                                                                                           | Калимет Тутович Тлостанов — советский партийный и государственный деятель. Председатель Совета Министров Кабардинской АССР (1951—1957).                                                           |
| улица Толстого                                 | 3,00 км       | районы Центр и Затишье, от улицы Вологирова до улицы Шарданова | | Лев Николаевич Толстой — русский писатель-романист и мыслитель. |
| улица Тореза (Мориса)                          | 1,30 км       | район Завокзальный, от улицы Куашева до улицы Идарова | улица Индустриальная | Морис Торез — французский государственный и политический деятель. Председатель французского коммунистического движения в 1930—1960-х годах.                                                       |
| улица Транспортная                             | 0,17 км       | район Богданка, от улицы Строительная до переулка Малый | | |
| улица Трошева                                  | 0,54 км       | район Александровка, от улицы 2-я Надречная до улицы Тарханова | до 11 февраля 2009 года — улица Школьная                                                                                              | Геннадий Николаевич Трошев — советский и российский военачальник. Герой Российской Федерации. |
| улица Туполева                                 | 1,80 км       | район Александровка, от переулка Российский до улицы Разина | | Андрей Николаевич Туполев — советский учёный и авиаконструктор. |
| улица Тургенева                                | 0,82 км       | районы Центр и Затишье, от школы № 5 до улицы Чернышевского | | Иван Сергеевич Тургенев — русский писатель-реалист, поэт и публицист. |
| улица Туриста                                  | 1,40 км       | район Вольный Аул, от улицы 2-й Таманской дивизии до улиц Черекская и Аргуданская | | |
| улица Тхакахова                                | 0,50 км       | район Нарт, от улицы Амшоковых до улицы Джанхотова | | Альберт Мухамедович Тхакахов — деятель строительной индустрии и промышленности КБАССР, лауреат премии Совета Министров СССР.                                                                      |
| улица Тырныаузская                             | 1,20 км       | районы Стрелка и Богданка, от улицы Идарова и проезда Тырныаузский до улицы Комарова | | Тырныауз — город в Кабардино-Балкарии. |
| проезд Тырныаузский                            | 0,36 км       | район Стрелка, от улиц Идарова и Тырныаузская до Горзеленхоза | | Тырныауз — город в Кабардино-Балкарии. |
| У                                              |               | | | |
| улица Убыхская                                 | 0,82 км       | район Горный, от улицы Атажукина до садового товарищества «Осина» | часть садовых товариществ «Озон» и «Осина-3»                                                                                          | Убыхи — один из адыго-абхазских народов. |
| улица Уммаева                                  | 0,82 км       | район Александровка, от 2-й линии до улицы Суворова | до 2 марта 1995 года — улица Коммунальная                                                                                             | Мухажир Магометгериевич Уммаев — Герой Советского Союза. |
| улица Урванская                                | 0,26 км       | район Вольный Аул, в квартале улиц Туриста, Лескенская, Студенческая и Профсоюзная, примыкает обеими сторонами к улице Туриста                                                                                    | | Урвань — река в Кабардино-Балкарии. |
| улица Урожайная                                | 0,45 км       | район Вольный Аул, от улицы Профсоюзная до улицы Калмыкова | | |
| переулок Учебный                               | 0,07 км       | район Колонка, от улицы Иллазарова до улицы Советской Армии | | |
| улица Учхоз                                    | 0,25 км       | район Долинск, от улицы Вовчок до школы-интернат № 1 | | |
| улица Ушанёва                                  | 0,55 км       | район Центр, от улицы Карашаева до улицы Головко | до 2 марта 1995 года — улица Инженерная                                                                                               | Сергей Михайлович Ушанёв — Герой Советского Союза. |
| Ф                                              |               | | | |
| улица Фабричная                                | 0,62 км       | район Телемеханика, от улицы Дагестанская до улицы Суворова | | |
| улица Фанзиева                                 | 0,77 км       | район Александровка, от 3-й линии до улиц Суворова и Тарханова | Речная улица | Мажид Мазанович Фанзиев — кабардинский общественный деятель. |
| переулок Фестивальный                          | 0,26 км       | район Вольный Аул, тупик от улицы Профсоюзная | | |
| улица Фурманова                                | 0,71 км       | район Аэропорт, от улицы Кабардинская от улицы Гагарина | | Дмитрий Андреевич Фурманов — советский писатель-прозаик, революционер, военный и политический деятель.                                                                                            |
| улица Фучика (Юлиуса)                          | 0,33 км       | район Богданка, от улицы Кирова от улицы Хмельницкого | объединена с переулком Фучика | Юлиус Фучик — чехословацкий журналист и публицист. |
| Х                                              |               | | | |
| улица Хасанова                                 | 0,05 км       | район Вольный Аул, от границы города с садоводческими землями до улицы Студенческая | до 30 декабря 2015 года — часть садового товарищества «Ореховая роща»                                                                 | Мухамед Тутович Хасанов |
| улица Хаширова (Килара)                        | 0,25 км       | район Нарт, от улицы Амшоковых до улицы Кумахова | | Килар Хаширов — первый (документально известный) покоритель горы Эльбрус. |
| улица Хетагурова                               | 0,43 км       | район Вольный Аул, тупик от улицы Калмыкова, в квартале улиц Профсоюзная, Урожайная, Мостовая и Калмыкова | | Коста Леванович Хетагуров — осетинский поэт и публицист. Основоположник осетинской литературы. |
| улица Хмельницкого (Богдана)                   | 1,37 км       | районы Аэропорт и Богданка, от улиц Гагарина и Фурманова до улиц Мальбахова и Пионерской | | Богдан Михайлович Хмельницкий — гетман Войска Запорожского. |
| улица Хужокова                                 | 1,60 км       | районы Колонка и Телемеханика, от улицы Осетинская до улицы Идарова | | Жанхот Дзаович Хужоков — советский государственный и партийный деятель. |
| улица Хуранова                                 | 0,57 км       | район Центр, от улицы Карашаева до улицы Головко | до 20 мая 1996 года — переулок Больничный                                                                                             | Бати Лукманович Хуранов — кабардинский общественный деятель. |
| Ц                                              |               | | | |
| улица Цветочная                                | 0,35 км       | район Стрелка, от аэропорта до улицы Аэропортная | до 9 июня 2005 года — часть садового товарищества «Сады Симиренко»                                                                    | |
| улица Цеткин (Клары)                           | 2,00 км       | районы Телемеханика и Александровка, от улицы Кузнецова до улицы Бесланеева | | Клара Цеткин — немецкий политический деятель, участница международного коммунистического движения.                                                                                                |
| улица Циолковского                             | 1,60 км       | районы Завокзальный и Аэропорт, от улицы Киримова до улицы Гагарина | | Константин Эдуардович Циолковского — советский учёный-самоучка и изобретатель. Основоположник теоретической космонавтики.                                                                         |
| Ч                                              |               | | | |
| улица Чайкиной (Лизы)                          | 0,23 км       | район Александровка, от улицы Пролетарская до улицы Кардановых | | Елизавета Ивановна Чайкина — Герой советского Союза. |
| улица Чайковского                              | 1,00 км       | районы Центр и Затишье, от улицы Пачева до улицы Чернышевского | | Пётр Ильич Чайковский — русский композитор и дирижёр. |
| улица Чапаева (Василия)                        | 0,71 км       | район Аэропорт, от улицы Кабардинская до улицы Циолковского | | Василий Иванович Чапаев — революционер, один из первых начальников дивизии Красной армии. |
| улица Чегемская                                | 0,88 км       | район Стрелка, от улицы Мальбахова до улиц Тельмана и Бековича-Черкасского | | Чегем — река в Кабардино-Балкарии. |
| улица Черекская                                | 0,42 км       | район Вольный Аул, от улицы Туриста до улицы Аргуданская | | Черек — река в Кабардино-Балкарии. |
| улица Черкесская                               | 0,38 км       | район Вольный Аул, от улицы Калмыкова до улицы Урожайная | | Черкесы — народ на Кавказе. |
| улица Чернышевского                            | 3,20 км       | районы Горный, Затишье и Богданка, от улицы Байсултанова до улиц Эльбрусская и Интернациональная | | Николай Гаврилович Чернышевский — русский философ-материалист и революционер-демократ. Теоретик критического утопического социализма.                                                             |
| улица Черняховского                            | 0,56 км       | район Затишье, от улицы Головко до улицы Кешокова | | Иван Данилович Черняховский — дважды Герой Советского Союза. |
| улица Чехова                                   | 0,21 км       | район Центр, от улицы Кабардинская до проспекта Ленина | улица Алексеевская | Антон Павлович Чехов — русский писатель и прозаик. |
| улица Чинарная                                 | 0,27 км       | район Колонка, от улицы Заводская до улицы Кашежева | | |
| улица Чкалова                                  | 1,70 км       | район Центр, от улицы Карашаева до улицы Ахохова | | Валерий Павлович Чкалов — Герой Советского Союза. |
| Ш                                              |               | | | |
| улица Шалушкинская                             | 0,48 км       | район Стрелка, от улицы Мальбахова до улицы Комарова | | Шалушка — река в Кабардино-Балкарии. |
| улица Шапсугская                               | 0,30 км       | район Нарт, от улиц Герговых и Амшоковых до границы города с садоводческими землями | | Шапсуги — один из адыгских (черкесских) субэтносов. |
| улица Шарданова                                | 2,40 км       | районы Затишье и Богданка, от кругового перекрёстка «Кенже» на пересечении с улицами Головко и Тарчокова до улиц Калюжного и Эльбрусская                                                                          | до 5 апреля 2013 года — часть улицы Калюжного                                                                                         | Батырбек Бекмурзович Шарданов — кабардинский общественный и политический деятель конца XIX века.                                                                                                  |
| улица Шевцова                                  | 0,82 км       | район Стрелка, от улицы Некрасова до улицы Бековича-Черкасского | | Шевцов Алексей Алексеевич — революционер. |
| улица Шогенова                                 | 3,30 км       | районы Дубки, Нарт и Мишхидж, от кругового перекрёстка «Дубки», на пересечении с Владикавказским шоссе и улицей 2-й Таманской дивизии до троллейбусного депо на окраине района Дубки                              | до 1999 года — улица Легендарная | Николай Касимович Шогенов — советский государственный и политический деятель. |
| улица Шортанова                                | 1,40 км       | районы Горный и Центр, от проспекта Кулиева до улицы Лермонтова | до 1968 года — часть улицы Мечникова, до 5 ноября 1991 года — часть улицы 50 лет ВЛКСМ                                                | Аскерби Тахирович Шортанов — кабардинский писатель и публицист. |
| улица Шукова                                   | 0,47 км       | район Стрелка, от улицы Интернациональная до улицы Калюжного | | Тута Гучевич Шуков — революционер, советский государственный и партийный деятель. |
| Щ                                              |               | | | |
| улица Щаденко                                  | 0,64 км       | район Богданка, от улицы Хмельницкого до промзоны за ипподромом | | Ефим Афанасьевич Щаденко — революционер, советский военный и государственный деятель. |
| улица Щорса                                    | 1,50 км       | район Завокзальный, от улицы Кабардинская до улицы Кирова | улица Новозаводская | Николай Александрович Щорс — революционер, начальник дивизии Красной армии времён Гражданской войны.                                                                                              |
| Э                                              |               | | | |
| переулок Экскаваторный                         | 0,34 км       | район Телемеханика, от железнодорожных путей у улицы Суворова до улиц Кабардинская и 11-й стрелковой дивизии НКВД                                                                                                 | | |
| улица Электроподстанция                        | 0,24 км       | район Затишье, от улицы Шарданова до тупика в микрорайоне Энергетик | | |
| улица Эльбердова                               | 1,20 км       | районы Горный и Затишье, от улицы Байсултанова до улицы Кешокова | до 20 мая 1996 года — часть улицы Ватутина                                                                                            | Хасан Увжукович Эльбердов — кабардинский общественный деятель, один из создателей кабардинской письменности на латинице.                                                                          |
| улица Эльбрусская                              | 0,91 км       | районы Стрелка и Богданка, от улицы Кирова до улиц Шарданова и Калюжного | | Эльбрус — высшая точка Кабардино-Балкарии и Российской Федерации. |
| улица Энеева                                   | 0,30 км       | район Колонка, от улицы Дагестанская до улицы Суворова | | Магомед Алиевич Энеев — революционер, советский партийный деятель. |
| Ю                                              |               | | | |
| переулок Юности                                | 1,30 км       | районы Вольный Аул и Дубки, от улицы 2-й Таманской дивизии до улицы Шогенова | | |
| улица Южная                                    | 0,23 км       | район Затишье, от промзоны в Затишье вдоль гимназии № 1 до улицы Головко | | |
| проезд Южный (промпроезд)                      | 1,40 км       | район Искож, от 3-го Промышленного проезда до 8-го Промышленного проезда | | |
| Я                                              |               | | | |
| улица Яхогоева (Михаила)                       | 2,20 км       | район Затишье, от улицы Карашаева до улицы Ахохова | до 2 марта 1995 года — улица Учительская                                                                                              | Михаил Ардашукович Яхогоев — Герой Советского Союза. |

## Аллеи и бульвары
| Название урбанонима                                                                         | Длина   | Местоположение                                                                     | Прежнее название                                                                               | В честь кого или чего названо                                      |
| ------------------------------------------------------------------------------------------- | ------- | ---------------------------------------------------------------------------------- | ---------------------------------------------------------------------------------------------- | ------------------------------------------------------------------ |
| Московский бульвар                                                                          | 0,73 км | район Горный, от улицы Московская вглубь Предгорного микрорайона                   | сквер 450-летия присоединения Кабарды к России, аллея 450-летия присоединения Кабарды к России | Москва — столица Российской Федерации.                             |
| Главная аллея                                                                               | 1,6 км  | Атажукинский сад, от улицы Лермонтова до парка аттракционов                        | Центральная аллея                                                                              |                                                                    |
| Комсомольская аллея                                                                         | 2,5 км  | Атажукинский сад, от дворца театров в до курортной поликлиники и источника Нальчик |                                                                                                | Всесоюзный ленинский коммунистический союз молодёжи.               |
| Липовая аллея                                                                               | 1,2 км  | Атажукинский сад, от Главной аллеи до аллеи Поэзии                                 |                                                                                                |                                                                    |
| аллея Голубых елей                                                                          | 0,34 км | район Центр, включая сад Свободы, от улицы Кешокова до улицы Лермонтова            |                                                                                                |                                                                    |
| аллея Поэзии                                                                                | 0,28 км | Атажукинский сад, от проспекта Шогенцукова до Липовой аллеи                        |                                                                                                |                                                                    |
| аллея 115-й кавалерийской дивизии (памяти 115-й Кабардино-Балкарской кавалерийской дивизии) | 0,79 км | Атажукинский сад, от парка аттракционов до Комсомольской аллеи                     |                                                                                                | 115-я кавалерийская дивизия — воинское соединение РККА в годы ВОВ. |
| аллея Балкарского народа (в честь восстановления национальной автономии балкарского народа) | 0,22 км | Атажукинский сад, от проспекта Шогенцукова и Балкарской улицы до Главной аллеи     |                                                                                                |                                                                    |
| аллея Олимпийской славы                                                                     | 0,29 км | район Горный, от Балкарской улицы до дворца творчества детей и молодёжи            |                                                                                                |                                                                    |
| аллея Каздохова                                                                             | 0,20 км | район Горный, от улицы Тарчокова до улицы Ватутина                                 |                                                                                                | Каздохов Султан Хамидович                                          |
| аллея 65 лет Победы                                                                         | 0,06 км | район Дубки, на площади Чести                                                      |                                                                                                |                                                                    |
| Сосновая аллея                                                                              | 0,66 км | Атажукинский сад, от проспекта Шогенцукова вдоль южного берега Курортного озера    |                                                                                                |                                                                    |

## Площади
| Название урбанонима                                      | Местоположение                                                                    | Прежнее название       | В честь кого или чего названо                                |
| -------------------------------------------------------- | --------------------------------------------------------------------------------- | ---------------------- | ------------------------------------------------------------ |
| площадь Согласия                                         | район Центр, в квартале проспектов Ленина, Шогенцукова, улиц Головко и Балкарской | площадь Ленина         |                                                              |
| площадь Абхазии                                          | район Горный, возле перекрёстка проспектов Ленина и Кулиева                       | Ярмарочная площадь     | Абхазия                                                      |
| площадь Кулиева                                          | район Горный, возле перекрёстков проспекта Кулиева с улицами Тамазова и Шортанова | площадь Профсоюзов     | Кайсын Шуваевич Кулиев — советский балкарский поэт и прозаик |
| площадь 400-летия присоединения Кабарды к России (Марии) | район Центр, возле перекрёстка проспекта Ленина с улицей Ногмова                  |                        |                                                              |
| Комсомольская площадь                                    | район Горный, возле перекрёстков улиц Шортанова, Байсултанова и Карашаева         | площадь 50-летия ВЛКСМ | Всесоюзный ленинский коммунистический союз молодёжи.         |
| Университетская площадь                                  | район Затишье, на перекрёстке улиц Ногмова и Чернышевского                        |                        |                                                              |
| Аэропортная площадь                                      | район Аэропорт, возле терминала аэропорта                                         |                        |                                                              |
| Привокзальная площадь                                    | район Центр, возле перекрёстка проспекта Ленина с Осетинской улицей               |                        |                                                              |
| Молодёжная площадь                                       | район Искож, в квартале улиц Кабардинская, Мусукаева и Ашурова                    |                        |                                                              |
| площадь Чести                                            | район Дубки, возле перекрёстка улицы Шогенова и переулка Юности                   |                        |                                                              |
| Приозёрная площадь                                       | район Центр, у начала улицы Лермонтова                                            |                        |                                                              |

## Парки, скверы и сады
| Название урбанонима                                                 | Статус | Местоположение | Прежнее название | В честь кого или чего названо                                      |
| ------------------------------------------------------------------- | ------ | --- | --- | ------------------------------------------------------------------ |
| Атажукинский сад                                                    | парк   | районы Центр и Долинск, ограничен улицей Лермонтова, проспектом Шогенцукова, улицей Канукоева и рекой Нальчик                                                                     | парк имени 3-го Коминтерна, до 1930 года — Атажукин сад, до 1933 года — Кабардинский парк, парк Сталина, Городской парк культуры и отдыха, до 2007 года — Центральный парк культуры и отдыха имени Атажукина (ЦКПиО им. Атажукина) | Измаил-бей Атажукин                                                |
| Ореховая роща                                                       | парк   | район Горный, в квартале улиц Шортанова, Карашаева и проспектов Ленина, Кулиева                                                                                                   | |                                                                    |
| сквер Согласия                                                      | сквер  | район Центр, в квартале проспектов Ленина, Шогенцукова, улиц Головко и Балкарской                                                                                                 | |                                                                    |
| сквер 400-летия присоединения Кабарды к России                      | сквер  | район Центр, в квартале проспекта Ленина, улиц Толстого, Пачева и Ногмова | сквер Горького |                                                                    |
| парк Шогенцукова                                                    | парк   | район Богданка, в квартале улиц Мальбахова, Кирова, Эльбрусской, Степанищева и Пионерской                                                                                         | Октябрьский сквер | Али Асхадович Шогенцуков — советский кабардинский поэт и писатель  |
| сквер Милиции                                                       | сквер  | район Центр, в квартале проспектов Ленина, Шогенцукова, улиц Захарова и Осетинской                                                                                                | |                                                                    |
| сквер Дружбы народов                                                | сквер  | район Центр, возле перекрёстка проспекта Ленина с Осетинской улицей | |                                                                    |
| сад Свободы                                                         | сад    | район Центр, ограничен улицами Арманд, Кешокова, проспектом Шогенцукова и рекой Нальчик                                                                                           | сквер Свободы |                                                                    |
| Театральный                                                         | сквер  | район Горный, от перекрёстка улицы Тарчокова и Театрального переулка вглубь микрорайона Мей                                                                                       | |                                                                    |
| парк 100-летия Кабардино-Балкарии (Кабардино-Балкарской Республики) | парк   | район Горный, от площади Абхазии до дворца творчества детей и молодёжи | |                                                                    |
| Курортный                                                           | сквер  | район Долинск, возле перекрёстка улицы Канукоева с проездом Голубых Елей и Санаторным проездом                                                                                    | |                                                                    |
| сквер Дружбы                                                        | сквер  | район Искож, возле перекрёстка улиц Ашурова и Ингушской | |                                                                    |
| Аэропорт                                                            | сквер  | район Аэропорт, возле перекрёстка улиц Гагарина и Киримова | |                                                                    |
| Университет                                                         | сквер  | район Затишье, в квартале улиц Чернышевского, Тургенева, Яхогоева и Чайковского                                                                                                   | |                                                                    |
| сквер 115-й кавалерийской дивизии                                   | сквер  | район Стрелка, возле перекрёстка улиц Мальбахова и Идарова | | 115-я кавалерийская дивизия — воинское соединение РККА в годы ВОВ. |
| Детский                                                             | парк   | район Центр, в квартале улиц Ногмова, Суворова, Революционной и Кабардинской | Романовский сквер |                                                                    |
| Оазис                                                               | сквер  | район Горный, в квартале улиц Шортанова, Карашаева и проспектов Ленина, Кулиева                                                                                                   | |                                                                    |
| Трудовые резервы                                                    | сквер  | район Центр, ограничен улицами Дубинина, Кешокова, рекой Нальчик и школой № 3 | |                                                                    |
| Ботанический сад                                                    | сад    | район Затишье, ограничен улицами Толстого, Осипенко, Матросова, Шарданова, территориями Кабардино-Балкарским государственного университета и Республиканской клинической больницы | |                                                                    |
| Привокзальный                                                       | сквер  | район Центр, у железнодорожного вокзала | |                                                                    |
| Родина                                                              | сквер  | район Искож, в квартале улиц Кабардинская, Мусукаева и Ашурова | |                                                                    |
| Искож                                                               | сквер  | район Искож, напротив рынка Искож на Ингушской улице | |                                                                    |
| Цветочный                                                           | сквер  | район Горный, возле перекрёстка проспекта Кулиева с улицей Шортанова | |                                                                    |
| Ботанический сад                                                    | сад    | район Долинск, ограничен улицами Вовчок, Насосная станция и рекой Нальчик | |                                                                    |
| парк Победы                                                         | парк   | район Дубки, ограничен улицами Идарова, 2-й Таманской дивизии, спортивным комплексом Нальчик и рекой Нальчик                                                                      | |                                                                    |